# Calzadilla de los Hermanillos
Calzadilla de los Hermanillos es una villa española, perteneciente al municipio de El Burgo Ranero, en la provincia de León y la comarca de Tierra de Campos, en la Comunidad Autónoma de Castilla y León.

## Localización y límites
Los terrenos de Calzadilla de los Hermanillos limitan con los de Villamuñío y Castellanos al norte, Villamol al este, Calzada del Coto al sureste, Bercianos del Real Camino al sur, Las Grañeras al suroeste y El Burgo Ranero al oeste.

## Importancia
Por esta villa pasa el Camino de Santiago a través de la conocida como Vía Trajana, senda que une a Calzadilla con la localidad de Calzada del Coto y sigue hasta la localidad de Mansilla de las Mulas. Este camino era muy transitado por los habitantes de épocas pasadas, con el objetivo de llegar a la villa de Sahagún, núcleo de mayor población de la comarca.

## Economía local
La localidad ha estado dedicada, a lo largo de su historia, a la agricultura y la ganadería. Destaca el cultivo de trigo, cebada, avena y otros cereales, así como el pastoreo de rebaños de ovinos y bovinos. Estos trabajos se continúan ejerciendo hoy en día, si bien en menor medida, dada la emigración de gran parte de las últimas generaciones a núcleos urbanos repartidos por toda la geografía española.

## Población
En este sentido, es importante destacar provincias como Asturias, Valladolid o León como lugar de residencia de parte de la generación que optó por emigrar. Sin embargo, por extraño que parezca, no sólo en provincias contiguas a la de León se encuentran familias descendientes de Calzadilla, sino que otras más lejanas como Barcelona o, sobre todo, Vizcaya en mayor medida, fueron el destino de muchos habitantes del pueblo. Es curioso mentar el caso de la localidad vizcaína de Guernica, en la cual convive un gran número de familias descendientes de Calzadilla, siendo uno de los núcleos en los que reside mayor número de descendientes del pueblo.

## Repoblación
En todo caso, a pesar de la recurrente emigración de los habitantes de Calzadilla desde los años 50, éstos han mostrado un gran apego por la tierra, volviendo a la misma en época vacacional. Contradiciendo la tendencia general de los pueblos de la región, en los cuales cada vez hay menor número de personas que eligen a los mismos como destino vacacional, en Calzadilla se da un curioso caso en el que, sobre todo para los días de la fiesta patronal de San Bartolomé, la gran mayoría de casas vacías en invierno, se llenan de familias que conviven unos días recordando lo que un día fue el pueblo.
Bien es cierto que el paso del Camino de Santiago por la villa es un gran estímulo para la llegada de turistas que dan vida a la localidad, sin embargo ésta ha sabido aprovechar el tirón de esta ruta, poniendo a disposición de los peregrinos un albergue municipal. Asimismo, el pueblo cuenta con dos albergues privados con servicio de comidas, dos bares, un restaurante y una pequeña tienda en el centro, que si bien puede parecer escasa a primera vista, en ella se podrá encontrar gran variedad de productos de la tierra, servidos por un amable tendero que lleva tanto tiempo en la profesión como años tiene, y que supone uno de los grandes sustentos de la localidad, punto de encuentro para pequeños y mayores.
Además, en comparación con los pueblos de la comarca y a la vista de la cantidad de familias que disfrutan del pueblo en época estival, muchas de éstas han optado por la fabricación de segundas residencias en la villa, permitiendo la renovación de las casas y dotando al pueblo de una nueva cara. El pueblo ha ido, poco a poco, renovando sus infraestructuras, dejando, en su mayoría, bonitas estampas en calles, plazas y parques, gracias, en parte, al apoyo del Ayuntamiento.       

## Fiestas
Las fiestas patronales honran a San Bartolomé, y se suelen celebrar del 21 al 25 de agosto, siendo el día 24 día grande de las mismas. Como manda la tradición, las fiestas son, año a año, gestionadas por los "Kintos", grupo formado por las personas que en ese año cumplen 20 años. Ellos son los encargados de contactar con orquestas y proveedores, además de sostener al santo durante la procesión del día 24 y poner en marcha bonitos campeonatos deportivos y de juego. En este sentido, cabe citar el Campeonato de Pelota a Mano, el Campeonato de Futbito u otros como el Campeonato de Mus o Tute. Mención especial merece el Campeonato de Parchís, al cual se apuntan pequeños y mayores en busca de inscribir su nombre entre los ganadores de tan preciado trofeo.

## Hijos ilustres
- Félix Pacho Reyero, periodista.